# Teixeira de Freitas
Teixeira de Freitas is een gemeente in de Braziliaanse deelstaat Bahia. De gemeente telt 161.960 inwoners (schatting 2017).
De plaats is co-zetel van het rooms-katholieke bisdom Teixeira de Freitas-Caravelas.

## Hydrografie
De plaats ligt bij de rivier Alcobaça.

## Aangrenzende gemeenten
De gemeente grenst aan Alcobaça, Caravelas, Medeiros Neto en Vereda.

## Verkeer en vervoer
De plaats ligt aan de noord-zuidlopende weg BR-101 tussen Touros en São José do Norte. Daarnaast ligt ze aan de weg BA-290.